# Darien (Connecticut)
Darien ist eine Stadt im Fairfield County im US-amerikanischen Bundesstaat Connecticut mit 21.499 Einwohnern (Stand: 2020). Das Stadtgebiet hat eine Größe von 38,4 km².

## Verkehr
Zwei Bahnhöfe, Noroton Heights und Darien, sowie die Interstate 95 und der Merritt Parkway, die durch die Stadt führen, sorgen für eine gute Verkehrsanbindung.

## Film
In dem Film Tabu der Gerechten mit Gregory Peck ist Darien ein Ort, in dem Juden besonders stark ausgegrenzt werden. In Die Frauen von Stepford (2004) mit Nicole Kidman diente Darien als Drehort.

## Persönlichkeiten

### Söhne und Töchter der Stadt
- Ethan Allen Brown (1776–1852), Politiker
- Florence van Straten (1913–1992), Chemikerin, Meteorologin und Hochschullehrerin
- Frank Latimore (1925–1998), Schauspieler
- Matthew Porretta (* 1965), Schauspieler
- Christine Collins (* 1969), Leichtgewichts-Ruderin
- Garett Maggart (* 1969), Schauspieler
- Spencer Platt (* 1970), Fotojournalist
- Chloë Sevigny (* 1974), Schauspielerin
- Ryan Shannon (* 1983), Eishockeyspieler
- Spencer Knight (* 2001), Eishockeytorwart

### Persönlichkeiten mit Bezug zur Stadt
- Else Bostelmann (1882–1961), deutsch-amerikanische Autorin und Malerin, lebte und starb in Darien
- William Steinkraus (1925–2017), US-amerikanischer Springreiter, starb in Darien
- Gerry Mulligan (1927–1996), Jazzmusiker (Baritonsaxophon), Arrangeur und Komponist; starb in Darien
- Helen Frankenthaler (1928–2011), US-amerikanische Vertreterin der Farbfeldmalerei, starb in Darien
- Christopher Shays (* 1945), Politiker; besuchte die Darien High School
- Moby (* 1965), Musiker; wuchs in Darien auf
- Steve-O (* 1974), US-amerikanischer Entertainer und Schauspieler, wuchs in Darien auf.
- Topher Grace (* 1978), Schauspieler; wuchs in Darien auf